# Șciîtînska Volea, Ratne
Șciîtînska Volea (în ucraineană Щитинська Воля) este un sat în comuna Zaluhiv din raionul Ratne, regiunea Volînia, Ucraina.

## Demografie
Componența lingvistică a localității Șciîtînska Volea
     Ucraineană (99,73%)
     Alte limbi (0,27%)
Conform recensământului din 2001, majoritatea populației localității Șciîtînska Volea era vorbitoare de ucraineană (99,73%), existând în minoritate și vorbitori de alte limbi.